# 12323 Haeckel
12323 Haeckel eller 1992 RX är en asteroid i huvudbältet som upptäcktes den 4 september 1992 av de båda tyska astronomen Freimut Börngen och Lutz D. Schmadel vid Tautenburg-observatoriet. Den är uppkallad efter den tyske biologen Ernst Haeckel.
Asteroiden har en diameter på ungefär 3 kilometer.